# 肥山詠美子
肥山 詠美子（ひやま えみこ、1971年3月23日 - ）は、日本の物理学者。専門は理論物理学、ハイパー核の研究。学位は、博士（理学）（九州大学・1998年）。2021年4月現在、理化学研究所仁科加速器科学研究センターストレンジネス核物理研究室室長兼東北大学大学院理学研究科物理学専攻教授。

## 経歴
- 福岡県福岡市出身。
- 1989年 福岡県立修猷館高等学校卒業[7]
- 1993年 九州大学理学部物理学科卒業[8]
- 1995年 九州大学大学院理学研究科物理学専攻修士課程修了
- 1998年 九州大学大学院理学研究科物理学専攻博士課程修了、博士（理学）の学位を取得。
- 2000年 - 2004年 高エネルギー加速機研究機構助手
- 2004年 - 2007年 奈良女子大学理学部准教授
- 2008年 - 2016年 理化学研究所仁科加速器研究センター准主任研究員
- 東京工業大学理学部物理学科特任准教授を経て連携准教授（兼任）[9][10]
- 2017年 - 理化学研究所仁科加速器研究センター主任研究員となる）
- 2017年 - 2020年 九州大学大学院理学研究院教授
- 2021年 東北大学大学院理学研究科物理学専攻教授[4]、仁科加速器科学研究センターストレンジネス核物理研究室室長（兼任）[5][6]。

2001年、第３回日本物理学会原子核理論新人論文賞受賞。2006年、第21回西宮湯川記念賞受賞。受賞研究は「量少数粒子系の精密計算法の開発とハイパー原子核への応用」。2013年、第33回猿橋賞受賞。受賞テーマは「量子少数多体系の精密計算法の確立とその展開」。原子核を作る陽子や中性子などの粒子が、3～5個の場合にどう相互作用するかを仮説から予言し、スーパーコンピューターで理論的に計算する手法を開発した。陽子や中性子に「ハイペロン」という粒子が加わって3個以上になったハイパー核の場合、原子核全体に起きる変化は予言通りで、肥山の精密計算法によってうまく計算できるようになった。